# 祐専寺
祐専寺（ゆうせんじ）は、愛知県稲沢市祖父江町山崎柳野11にある真宗大谷派の寺院。山号は太子山。本尊は阿弥陀如来。

## 歴史
天文22年（1533年）の創建であり、開基は玉専坊敬西である。もとは尾張国中島郡長岡村四貫（現・稲沢市祖父江町四貫）にあり、やがて祖父江町山崎柳野に移転した。
1925年（大正14年）には本堂の再建に入り、1928年（昭和3年）4月に落成した。

## そぶえイチョウ黄葉まつり
稲沢市祖父江町はギンナンの産地であり、毎年11月下旬にはそぶえイチョウ黄葉まつりが開催される。祐専寺は黄葉まつりのメイン会場となり、屋台やギンナンの即売店舗が出るほか、夜間には黄葉のライトアップなども行われる。このイベントは1998年（平成10年）頃に初開催され、2019年（令和元年）11月には22回目を数えていたが、2020年（令和2年）のイベントはコロナ禍の影響で中止された。

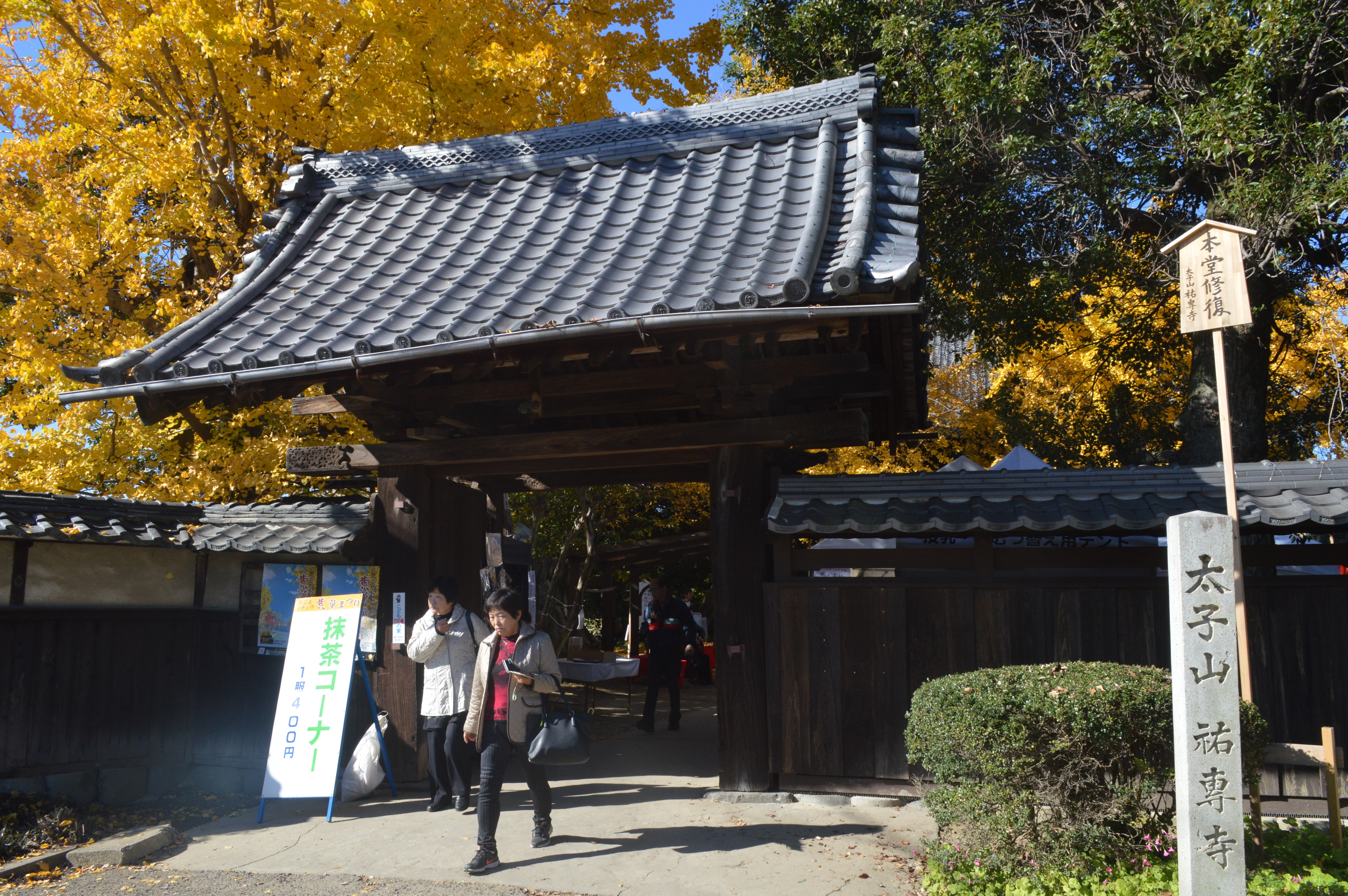
山門
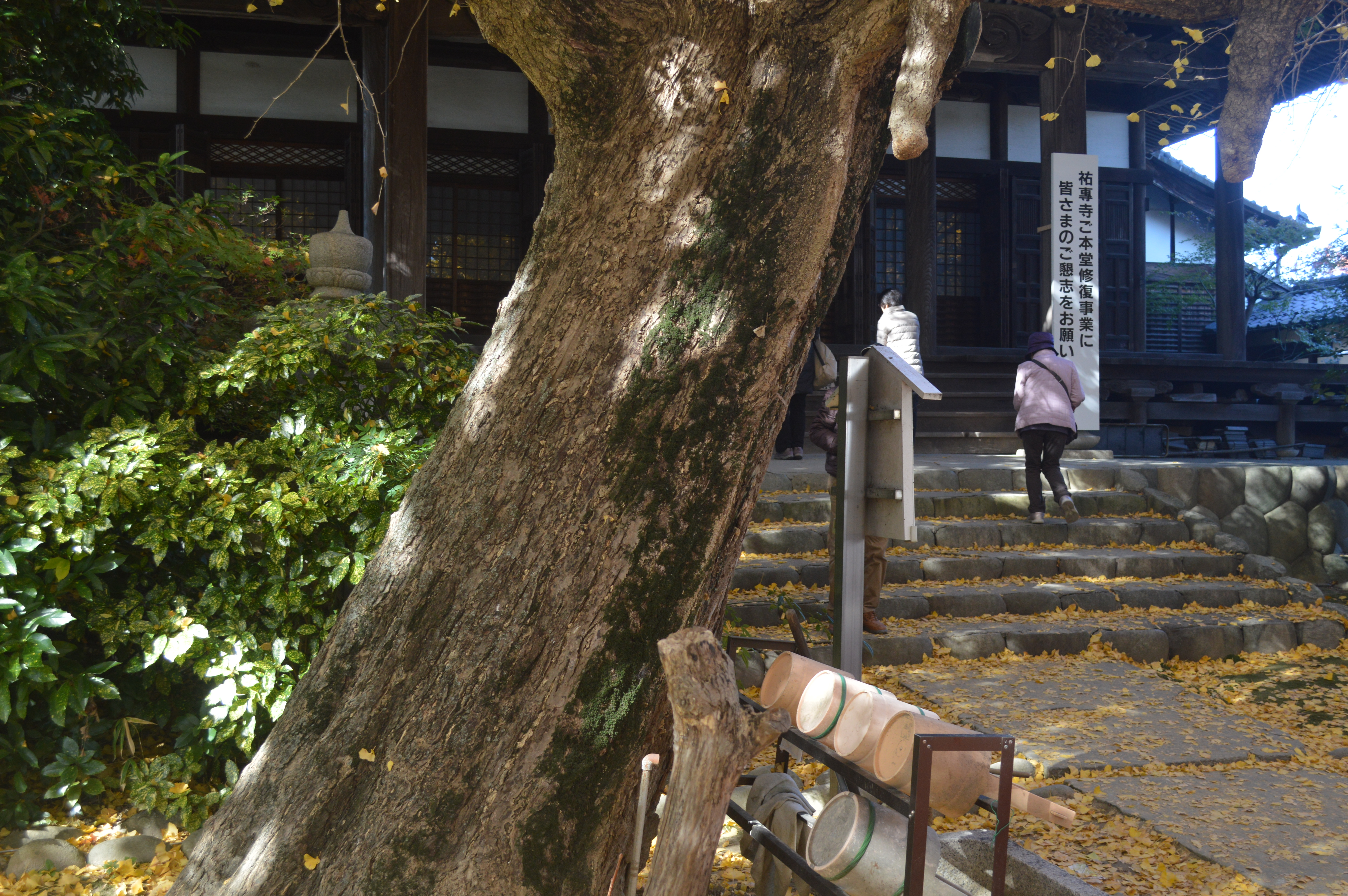
祐専寺イチョウ

## 文化財

### 市指定文化財
- 祐専寺イチョウ[2] - 稲沢市指定天然記念物（2005年7月1日指定）。推定樹齢250年。高さ約20メートル。胸高囲3メートル。雌株であり、このイチョウは山崎地区に多数植えられているイチョウ品種の原木とされている。